# Horní Benešov
Horní Benešov (německy Bennisch, polsky Beneszów Górny) do roku 1926 Benešov, je město v okrese Bruntál. Leží ve Slezsku na hlavní silnici mezi Opavou (20,5 km) a Bruntálem (13 km). V Horním Benešově žije přibližně 2 200 obyvatel.
Městský znak je polcený; v levém poli je zobrazena půlka slezské orlice a vpravo dvě hornické motyky.

## Části města
- Horní Benešov
- Luhy

Obě části leží na katastrálním území Horní Benešov.

## Historie
Horní Benešov, „Perla Slezska“, byl založen roku 1253 na místě starší hornické osady a má za sebou dlouhou hornickou tradici. Ve městě se těžilo zlato, stříbro, měď a železné rudy. V okolí se ještě dobývá břidlice. Velkého rozmachu dosáhl v minulosti i textilní průmysl (benešovské plátno). Do konce druhé světové války 1945 žili v Horním Benešově téměř výhradně Němci. Česky se obec roku 1869 nazývala pouze Benešow, v letech 1880–1926 Benešov.
Železniční doprava s Opavou (zahájená 29. června 1892) musela být kvůli půdním poklesům v důsledku těžby v roce 1970 pozastavena – vlaky končily ve stanici Svobodné Heřmanice, v roce 1981 bylo odstraněno těleso dráhy. 11. prosince 2005 byla provozována pouze do Jakartovic, od léta 2014 jsou vlaky provozovány opět až do Svobodných Heřmanic, ovšem pouze v sezoně o víkendech. Důlní činnost byla v roce 1992 ukončena a také výroba textilu byla silně omezena, z toho důvodu zde značně vzrostla nezaměstnanost.
Původně gotický kostel sv. Kateřiny pochází z roku 1253. Několikrát byl zničen. V letech 1474, 1717, 1740, 1767 a 1820 postihl město požár.
Od 1. ledna 1978 do 23. listopadu 1990 byly částmi obce Horní Benešov vesnice Horní Životice a Staré Heřminovy.
V roce 1873 se v Horním Benešově v židovské rodině narodil pozdější nájemce tamního pivovaru, Fritz Kohn, dědeček Johna Kerryho, který v roce 2004 neúspěšně kandidoval na funkci amerického prezidenta a v roce 2013 se stal americkým ministrem zahraničí. Zastupitelé mu tehdy dokonce udělili čestné občanství. Politik ale o ně neprojevil zájem.
Počet obyvatel celého města Horní Benešov podle sčítání nebo jiných úředních záznamů:
| Rok            | 1869  | 1880  | 1890  | 1900  | 1910  | 1921  | 1930  | 1950  | 1961  | 1970  | 1980  | 1991  | 2001  |
| -------------- | ----- | ----- | ----- | ----- | ----- | ----- | ----- | ----- | ----- | ----- | ----- | ----- | ----- |
| Počet obyvatel | 4256  | 4200  | 4442  | 4367  | 3826  | 3376  | 3409  | 1727  | 2199  | 2499  | 2286  | 2602  | 2483  |
| Poznámka       | 1. 2. | 1. 2. | 1. 2. | 1. 2. | 1. 2. | 1. 2. | 1. 2. | 1. 2. | 1. 2. | 1. 2. | 1. 2. | 1. 2. | 1. 2. |

V celém městě Horním Benešov je evidováno 514 adres: 512 čísel popisných (trvalé objekty) a 2 čísla evidenční (dočasné či rekreační objekty). Při sčítání lidu roku 2001 zde bylo napočteno 440 domů, z toho 399 trvale obydlených.
Počet obyvatel samotného Horního Benešova podle sčítání nebo jiných úředních záznamů:
| Rok            | 1869 | 1880 | 1890 | 1900 | 1910 | 1930 | 1980 | 1991 | 2001 |
| -------------- | ---- | ---- | ---- | ---- | ---- | ---- | ---- | ---- | ---- |
| Počet obyvatel | 3023 | 3101 | 3256 | 3140 | 2754 | 2589 | 2286 | 2273 | 2162 |

V samotném Horním Benešově je evidováno 414 adres: 412 čísel popisných (trvalé objekty) a 2 čísla evidenční (dočasné či rekreační objekty). Při sčítání lidu roku 2001 zde bylo napočteno 354 domů, z toho 327 trvale obydlených.

## Významní rodáci
- Anton Karl Gebauer (1872–1942), cestovatel, národopisec a přírodovědec
- Johann Franz Greipel (1720–1798), malíř
- Jaroslav Černý (* 1979), fotbalista
- Fritz Kohn (1873–1921), dědeček Johna Kerryho

## Galerie

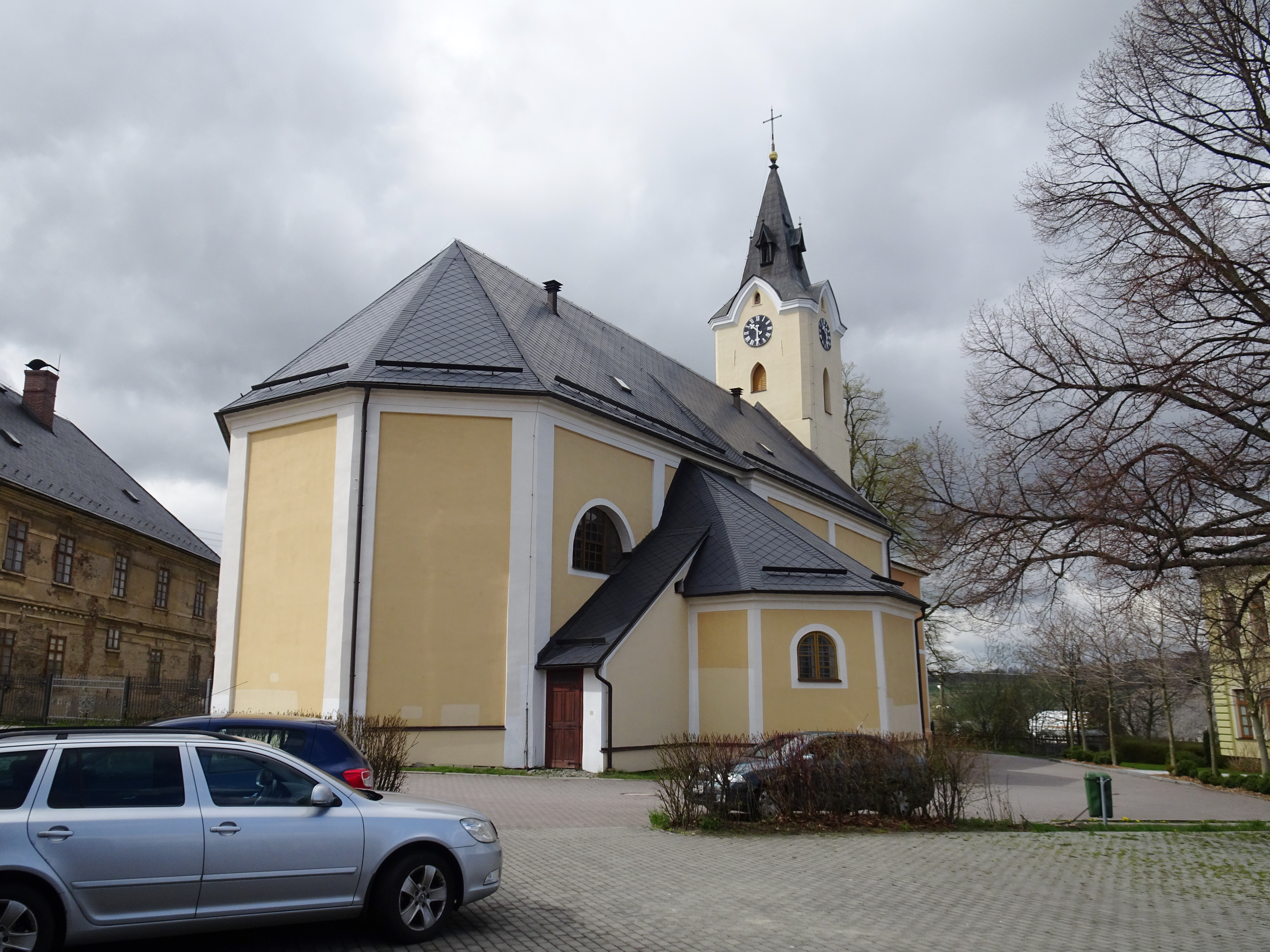
Kostel sv. Kateřiny
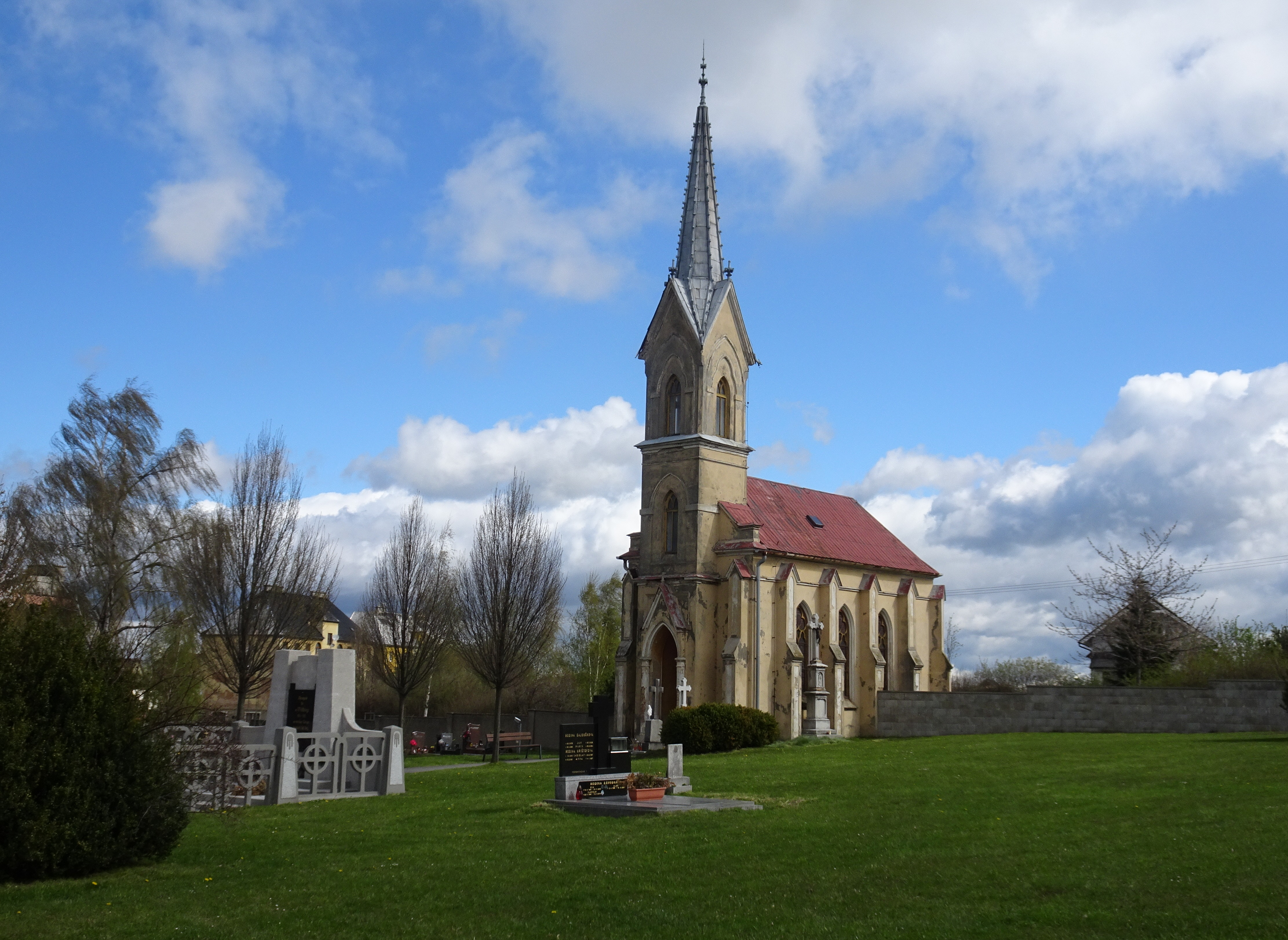
Hřbitovní kaple Panny Marie
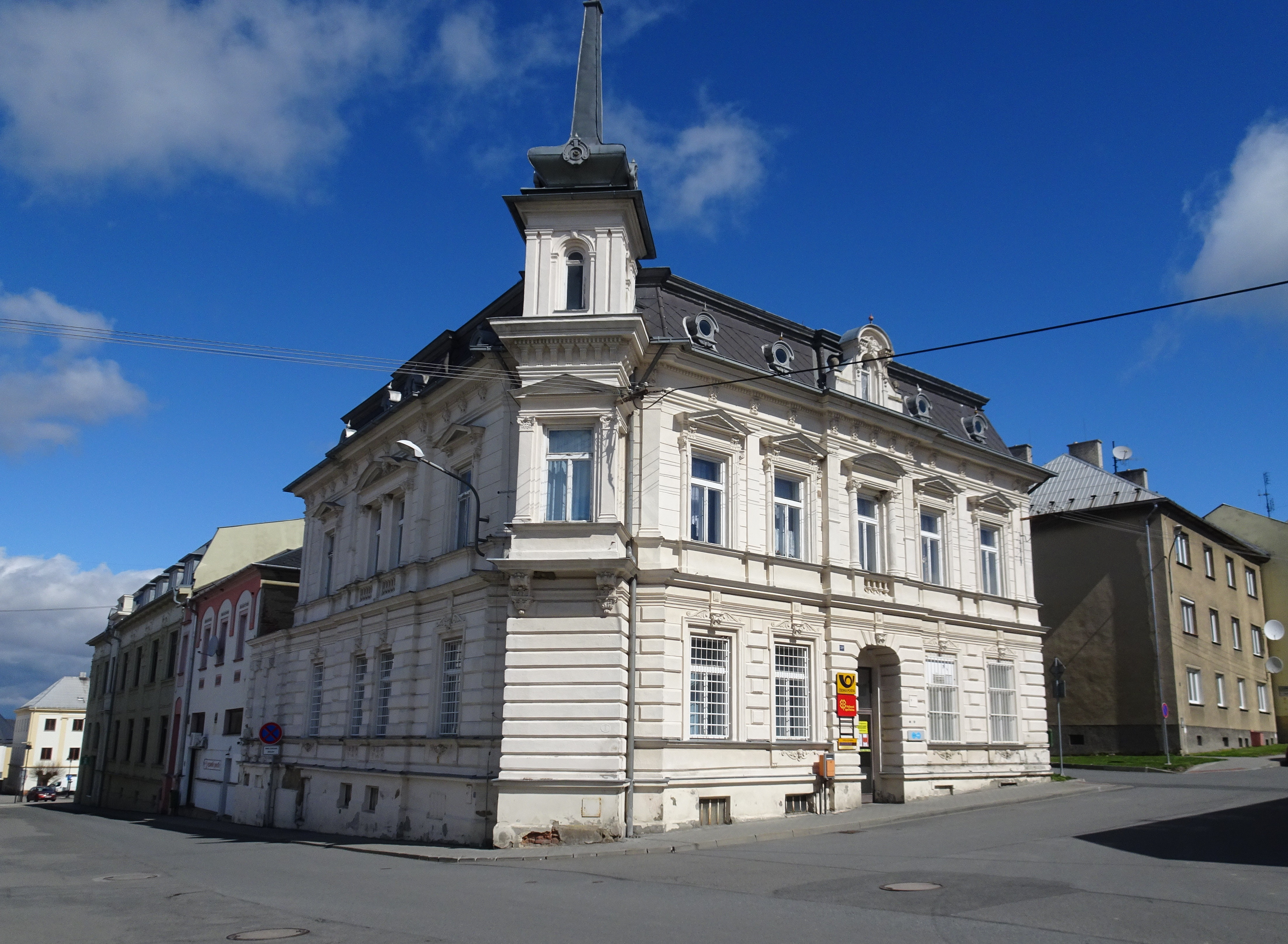
Pošta
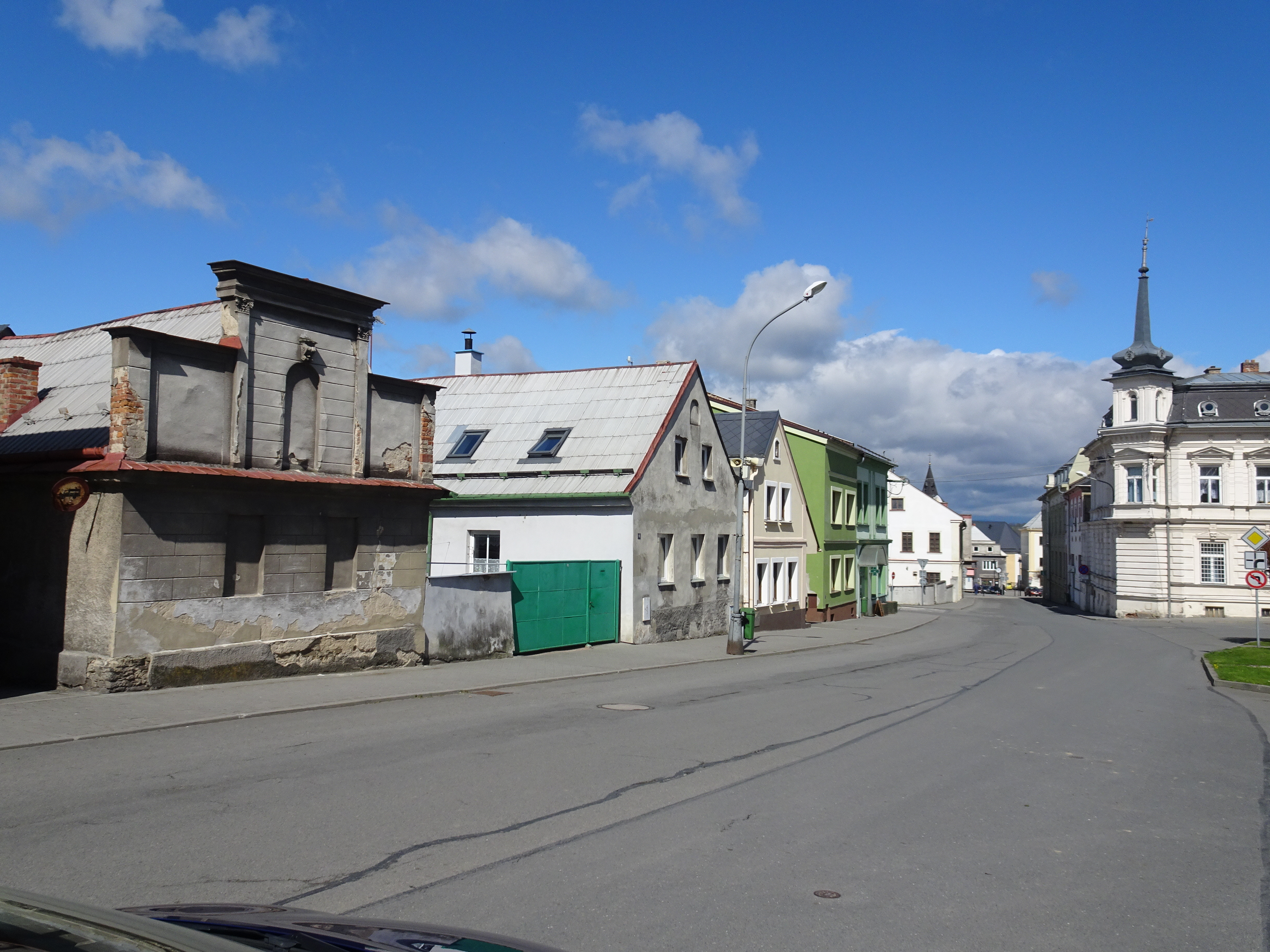
Masarykova ulice
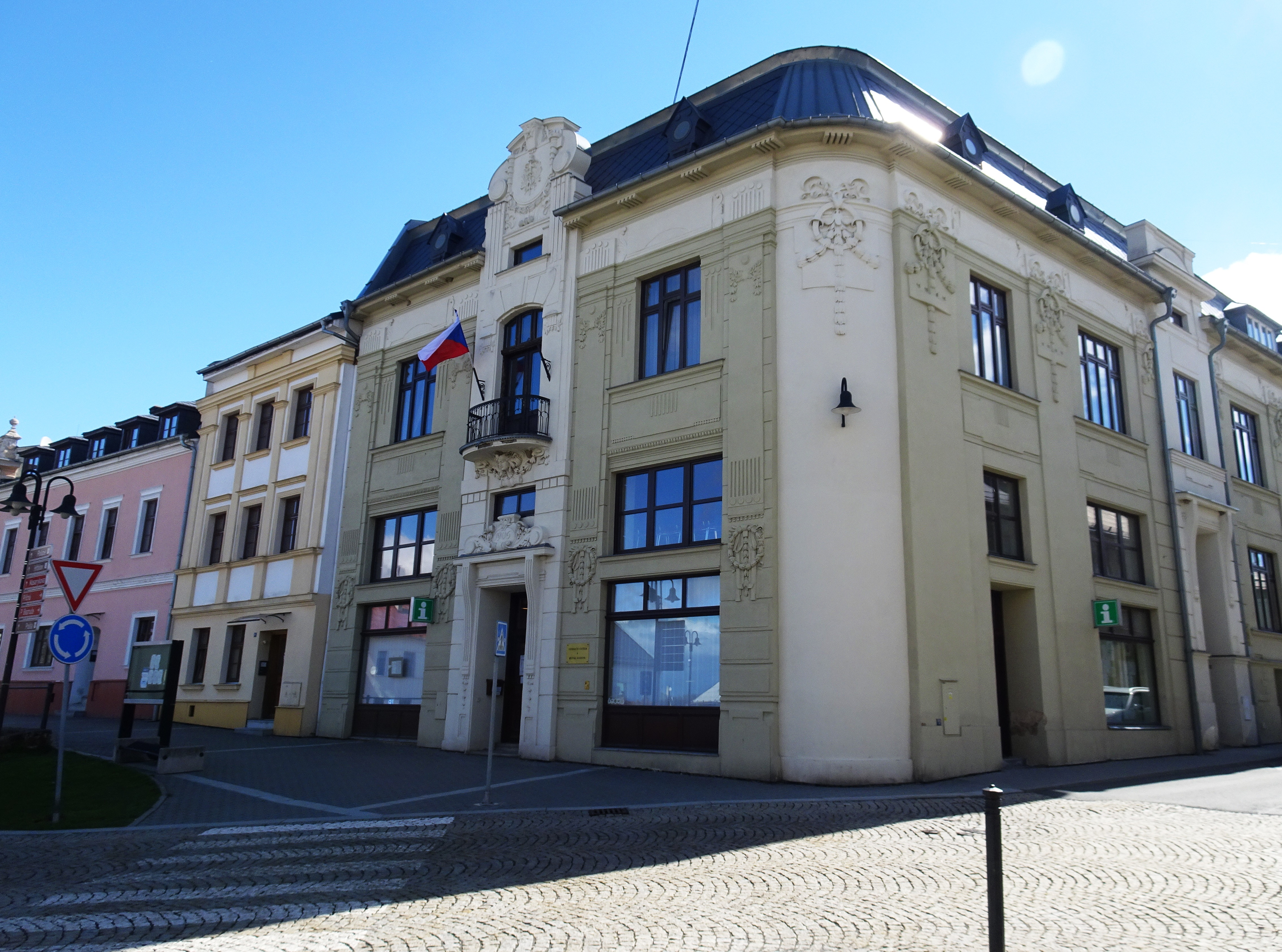
Městský úřad

## Partnerská města
- Pszów, Polsko